# Lycoriella globiceps
Lycoriella globiceps är en tvåvingeart som först beskrevs av Eduard Becher 1886.  Lycoriella globiceps ingår i släktet Lycoriella och familjen sorgmyggor.
Artens utbredningsområde är Norge. Arten är reproducerande i Sverige. Inga underarter finns listade i Catalogue of Life.